# Понс Майор
Големият мост или Понс Майор (на лат. Pons Major) е античен римски мост в град Ивреа, Пиемонт, Северна Италия, чиито руини са частично видими днес в коритото на река Дора Балтеа.

## История
Град Ивреа, известен под името Епоредия през римско време, първоначално е бил свързан с десния бряг на река Дора Балтеа  (Dura Major на латински) чрез мост, построен в най-тясната точка на коритото на реката и който днес носи името на Понте Векио. По време на наводнението от 1977 г. се появяват за първи път руините от втори мост, впоследствие анализирани и документирани от Археологическия надзор на Пиемонт в сътрудничество с Техническата служба за подводна археология към Министерството на културното наследство и от Археологическата група на Канавезе по време на дейности по възстановяване на насипа, извършени след голямото наводнение през 1993 г. 
Предполага се, че мостът е построен през 1 век сл. н.е. като монументално произведение, но се срутва поради силно наводнение от неуточнена дата, най-вероятно малко след създаването му.

## Описание
Древният мост, построен на около 500 метра надолу по течението от Понте Векио в определено по-малко подходяща точка за изграждането на такава конструкция предвид ширината и пясъчната конформация на речното корито, измерена на дължина около 150 метра. Състоял се е от десет арки, от които четирите централни са били най-големи. Всяка от арките е била съставена от пет големи успоредни арки, направени от каменни парчета, запълнени с отливка от конгломерат. Арките са се опирали на единадесет бетонни колони, облицовани с каменни подпори, основани на дървени стълбове с железни върхове, забити в пясъчното корито на реката. Мостът е поддържал павиран път с ширина около 5 метра и половина, ограден от тесни тротоари с ширина около 45 сантиметра. Пътното платно е било защитено с каменни парапети от обработен камък във формата на бик.

### Римски кей
Участъкът от левия бряг на реката, съответстващ на моста, е бил използван в римско време като пристан за лодките, които са се качвали и спускали по река Дора Балтеа. На кея, дълъг над сто метра, в западния му край е бил прекаран канализационен канал от града. Анализите на намерените руини правят възможно да се разбере конформацията на тази структура. 